# Reserve Officer Training Corps

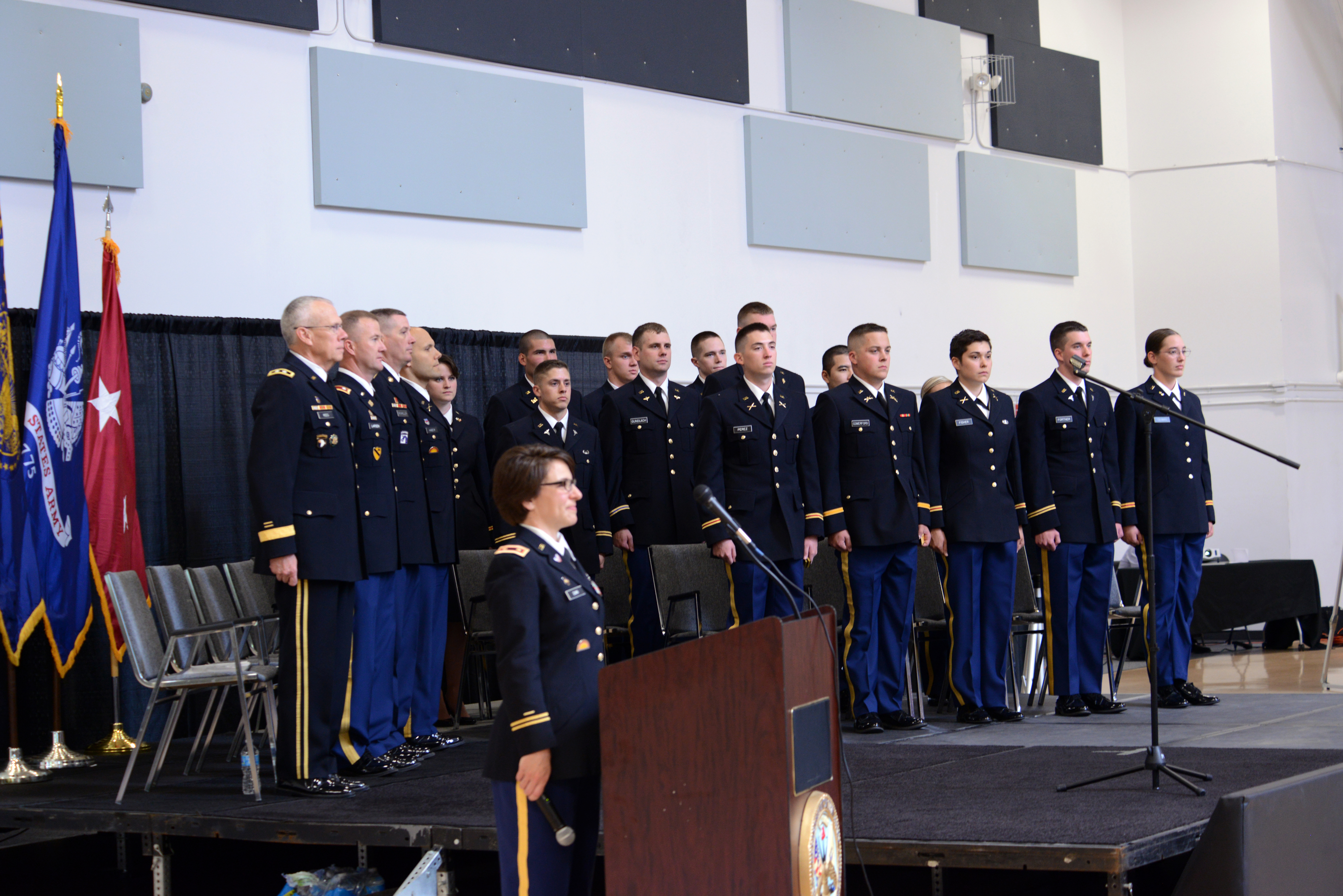
Kadetten des ROTC der OSU erhalten die Beförderung zum Leutnant

Das Reserve Officer Training Corps (ROTC deutsch etwa Reserveoffiziers-Ausbildungskorps) ist ein Ausbildungsprogramm der US-Streitkräfte an Colleges und Universitäten zur Rekrutierung und Ausbildung von Offizieren. Das Programm wird administrativ vom Under Secretary of Defense for Personnel and Readiness des US-Verteidigungsministerium geleitet. Für die inhaltliche Ausgestaltung sind die Teilstreitkräfte verantwortlich. Alle Teilstreitkräfte bis auf die US-Küstenwache unterhalten ein ROTC-Programm. Es ist als Wahlfach an der Hochschule konzipiert und beinhaltet Führung, Problembewältigung, strategisches Denken und Ethik. Neben den Militärakademien und den Officer Candidate Schools der Teilstreitkräfte ist es der dritte mögliche Ausbildungsweg eines Offizieranwärters für die aktiven Streitkräfte in den Vereinigten Staaten. Die Einrichtung und der Betrieb ist im US-Gesetzbuch, Title 10 geregelt.
Im Jahre 2019 gehen aus dem ROTC 37 % aller Offiziere der US-Streitkräfte, 53 % aller Offiziere der US Army, 41 % der Offiziere der US Air Force, 20 % der Offiziere der US Navy und 4 % der Offiziere des US-Marineinfanterie hervor. Jede Teilstreitkraft bietet dabei ein eigenes ROTC-Programm an, in dem auf Grundlage von Leistungen auch Stipendien vergeben werden und mitunter das ganze Studium finanziert wird. Ein Militärstipendium ist für Studenten aus einkommensschwachen Familien eine Chance, ein Studium zu finanzieren. Stipendiaten verpflichten sich im Gegenzug in der Regel zu acht Jahren Militärdienst, davon mindestens vier Jahre im aktiven Dienst; abweichende Regelungen gibt es vor allem bei kostenintensiven Ausbildungen, beispielsweise für Piloten. ROTC-Absolventen der US-Armee und Navy, die keinerlei Stipendium erhalten, haben mit drei Jahren die kürzeste Verpflichtung zur aktiven Dienstzeit. In besonderen Fällen ist von Seiten der Teilstreitkräfte ein Verzicht auf eine aktive Dienstzeit möglich. Die Absolventen müssen dann mindestens acht Jahre als Reserveoffizier in der Reserve oder der Nationalgarde der Teilstreitkraft dienen.

## Geschichte

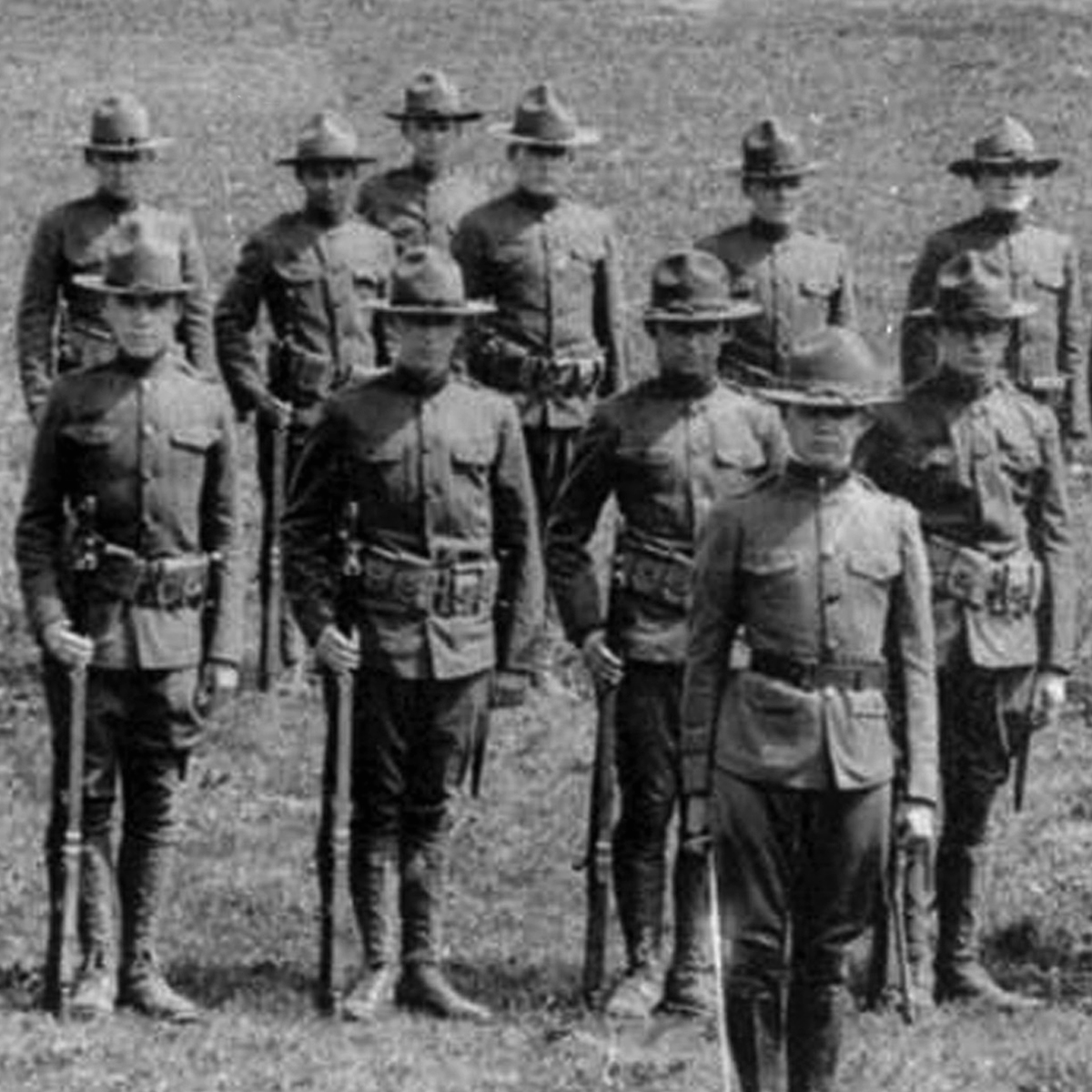
ROTC der University of Michigan in den 1920er

Das Vorläufer des ROTC wurde 1862 durch den Morril Act etabliert, welcher die ersten Land-grant universities schuf. Die US-Regierung sorgte dafür, das auch das Fach militärische Taktik im Lehrplan berücksichtigt wurde.
Das ROTC der US-Streitkräfte, so wie es heute besteht, wurde durch den National Defence Act von 1916 geschaffen. 1920 wurde der ersten Klasse von Offiziersanwärtern ihr Patent überreicht. Es war dem britischen Officer Training Corps nachempfunden, durch das die meisten britischen Offiziere für den Ersten Weltkrieg ausgebildet wurden. Das erste College, das eine US-Army-ROTC-Einheit hatte, war die Norwich University in Northfield, Vermont.
Bis in die 1960er Jahre sahen viele große Universitäten das ROTC als Pflichtteil in den Ausbildungsplänen für die männlichen Studenten vor. Im Zuge der Proteste gegen den Vietnamkrieg wurde die verpflichtende ROTC-Teilnahme in ein freiwilliges Angebot umgewandelt, was an vielen staatlichen und privaten Universitäten bis heute besteht. An manchen Universitäten wurde das offizielle ROTC-Angebot seinerzeit vollständig eingestellt, auch wenn den dortigen Studierenden weiterhin die Möglichkeit eines Off-Campus ROTC offensteht. Kurioserweise hatte eine Hochburg der Friedensbewegung in den 1960er, die University of California, Berkeley ihr ROTC nie eingestellt, während es am benachbarten Campus der Stanford University bis heute nicht wiedereingeführt ist.
Nach den Terroranschlägen am 11. September 2001 gab es Bestrebungen, insbesondere an einigen Universitäten der Ivy League einschließlich der Harvard University und der Columbia University, ROTC wieder in das offizielle Universitätsangebot miteinzubinden. Präsident George W. Bush förderte das ROTC und JROTC-Programm ausdrücklich. Er kritisierte Schulen und Universitäten die keine militärische Ausbildung an ihrer Institution zulassen wollten. Die Praxis der US-Streitkräfte im Umgang mit homosexuellen Soldaten (englisch Don’t ask, don’t tell) führte aber bei den Studierenden an diesen Universitäten auf Ablehnung. Erst nach Abschaffung dieser informellen Handhabung im Jahre 2012 kam das ROTC an einen Teil der Universitäten zurück.

## Organisation
Studenten des Army- und Air Force-ROTC-Programms werden Kadetten genannt, während Studenten des Naval ROTC (NROTC) der Navy als Midshipmen bezeichnet werden. Das Naval ROTC deckt auch die Offiziersausbildung des Marine Corps ab. Ausbildungseinheiten der Army sind in Brigaden und Bataillone, Einheiten der US Air Force in Detachments (dt. Abteilungen) gegliedert, die sich in Geschwader, Gruppen, Staffeln und Flügel unterteilen, wie in der normalen Air-Force-Struktur. Die Ausbildungseinheiten der Navy sind in Bataillone unterteilt. Dabei wird jeder NROTC-Einheit eine offizielle Bezeichnung nach ihren College gegeben, z. B. ist die Einheit „NROTCU UNIV OF MN.“, die an der University of Minnesota.

### Status der Teilnehmer
Der Status der Teilnehmer am ROTC ist in der Verordnung des US-Verteidigungsministerium festgelegt:
- Gasthörer und Studierende der Hochschule, die einzelne Fächer des ROTC-Programms als Wahlfach studieren wollen, aber ansonsten keine weitere militärische Ausbildung anstreben. Sie sind keine Mitglieder des Korps und haben keinerlei Verpflichtungen gegenüber den Streitkräften.
- Studierende, die sich als Offiziersanwärter der Teilstreitkräfte beworben haben, dürfen die Uniform ihrer gewählten Teilstreitkraft tragen und an der praktischen Ausbildung auf dem Campus oder in der vorlesungsfreien Zeit in den Streitkräften teilnehmen. Sie sind Angehörige des Korps und unterteilen sich in folgende drei Gruppen:
  - Offizieranwärter, die keiner Pflicht zum Militärdienst unterliegen, englisch Non-Contract Cadets and Midshipmen. In der Regel Teilnehmer in den ersten zwei Jahren (Basic Training) ohne Militärstipendium.
  - Offizieranwärter, die der Pflicht zum Militärdienst unterliegen, englisch Contract Cadets and Midshipmen. Dies sind Offizieranwärter, welche eine Studienhilfe durch die US-Streitkräfte erhalten, sich in den letzten zwei Jahren der Ausbildung befinden (Advanced Training) oder als Soldat zum Studieren an der Hochschule in die Reserve versetzt wurden. Diese Offizieranwärter sind bereits vereidigt und Angehörige der Reserve der US-Streitkräfte, englisch Individual Ready Reserve. Brechen diese Studenten das ROTC-Programm oder Studium ab, erfüllen nicht die akademischen oder militärischen Anforderungen, so können sie nicht Offizier werden und haben die Ausbildungskosten zu erstatten oder mehrere Jahre in der Mannschaftslaufbahn in den Streitkräften zu dienen.
  - Studenten ohne US-Staatsangehörigkeit, die eine Offiziersausbildung an der Hochschule durchlaufen wollen. Sie können an der Ausbildung teilnehmen, aber kein Offizierspatent der US-Streitkräfte erhalten.

### Ausbildungseinrichtungen

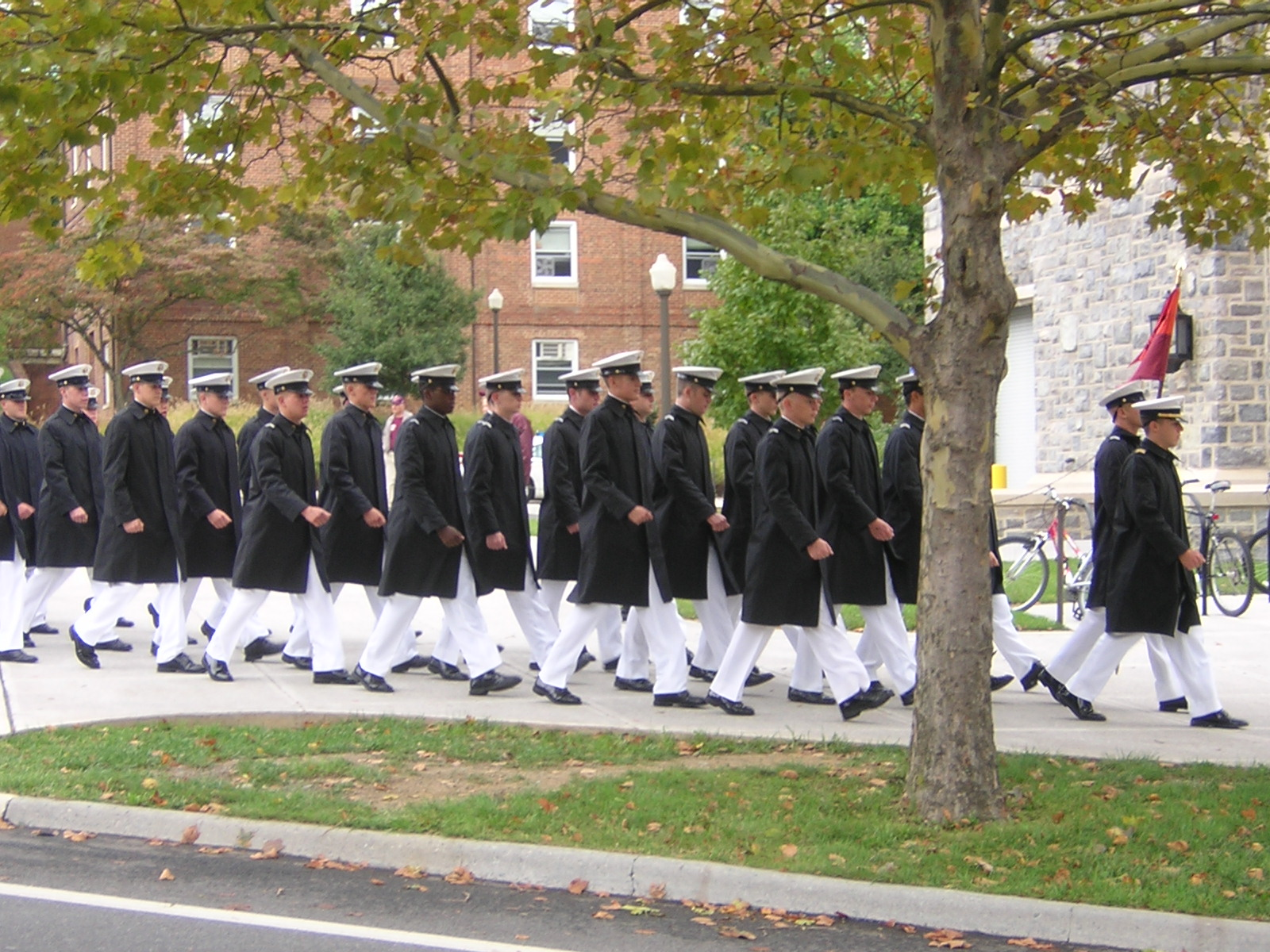
Kadetten des Kadettenkorps der Virginia Tech

Die Ausbildung innerhalb des ROTC-Programms kann in verschiedener Form an Hochschulen erfolgen:
Primär verleihen die Militärcolleges und -universitäten einen Associate- oder Bachelor-Abschlüsse und bieten parallel zum Studium zugleich Kurse in militärischer Ausbildung für jene ihrer Studenten an, die physisch fit sowie US-Staatsbürger sind. Diese Hochschulen organisieren die Studenten oder zumindest einen Teil davon, in einem Corps of Cadets (dt. Kadettenkorps) mit militärischer Disziplin und verpflichten ihre Kadetten, sich auf dem Campus in Uniform zu bewegen. Sie bilden die Studenten nach den Standards der Militärakademien der US-Streitkräfte aus. Militärcolleges gibt es in den USA in drei Kategorien:
- Sechs Senior Military College mit besonderen Status nach der Militärgesetzgebung. Es existieren Texas A&M University, Norwich University, Virginia Military Institute, The Citadel, Virginia Polytechnic Institute and State University und North Georgia College and State University. Absolventen dieser Colleges haben das Recht als aktive Offiziere in den Streitkräften zu dienen.[1]
- Military-Junior-Colleges bieten einen Associate-Abschluss, vorher oft einen High-School-Abschluss und ein zweijähriges Army ROTC Programm. Im Rahmen des Early Commission Programm können Studenten nach zwei Jahren eine Offizierspatent erhalten. Vollenden sie ihr Studium zum Bachelor-Abschluss an einer anderen Hochschule und dienen gleichzeitig als Reserveoffizier in der Reserve oder Nationalgarde, so haben sie das Recht als aktiver Offizier zu dienen. Es existieren mit dem Georgia Military College, Marion Military Institute, New Mexico Military Institute, und Valley Forge Military Academy and College vier Junior-Collegs.[1]
- Sonstige private und staatliche Hochschulen und Universitäten die ein Kadettenkorps anbieten, jedoch keinen besonderen Status besitzen. Das ROTC findet parallel zum Leben im Kadettenkorps statt.

An den meisten Universitäten und Hochschulen in den USA gibt es heute kein Kadettenkorps mehr. Die Ausbildung im Rahmen des ROTC findet auf dem Campus statt und auch nur während der Ausbildung wird Uniform getragen. Die Studierenden sind mit den übrigen Studenten untergebracht oder leben nicht auf dem Campus. An Hochschulen ohne eigenen ROTC-Programm findet die Ausbildung an einer benachbarten Hochschule statt (Off-Campus).

### Ablauf der Ausbildung

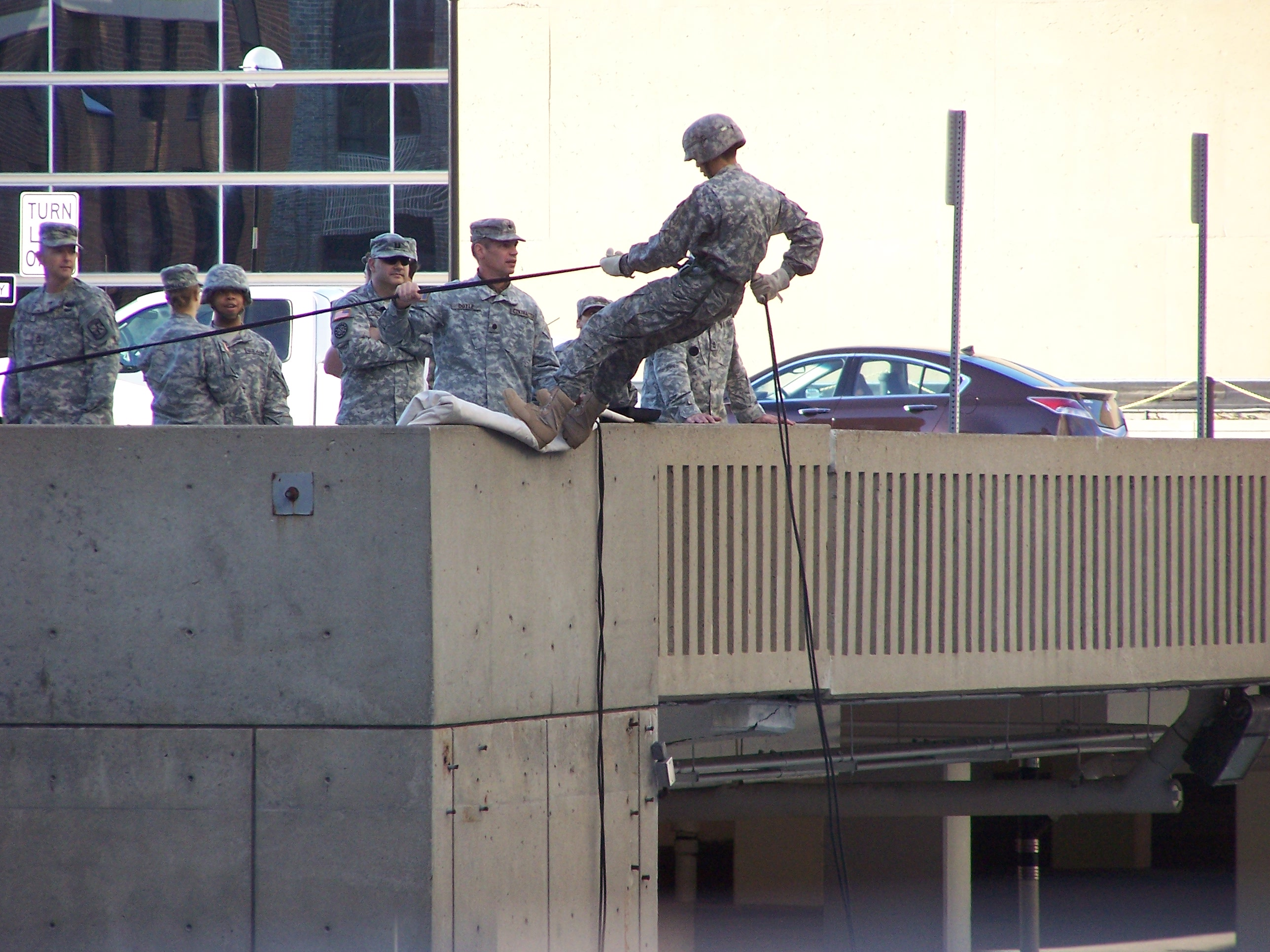
Praktische Ausbildung des ROTC auf dem Campus der University of Michigan

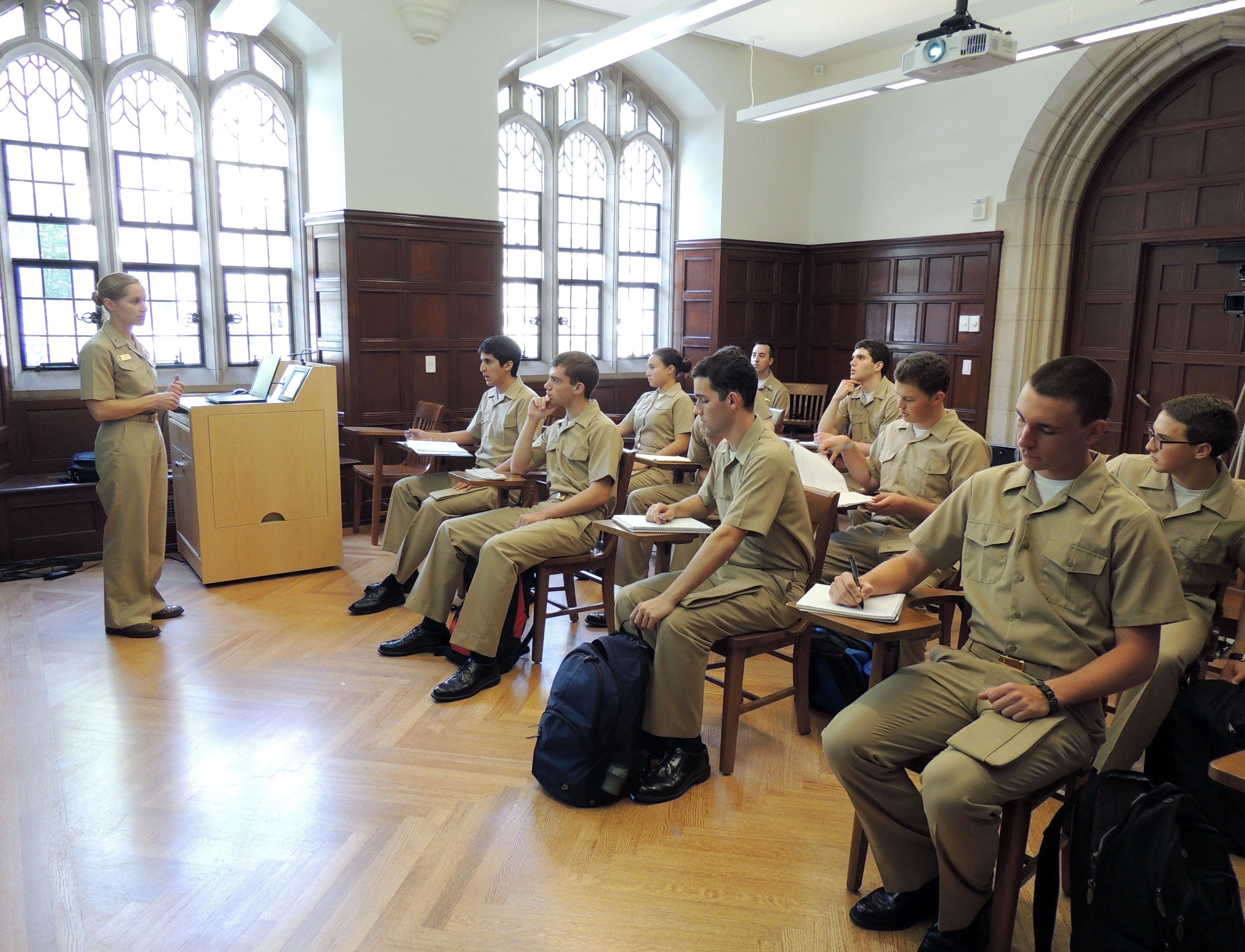
Vorlesung in Naval Science an der Yale University

Die Ausbildung im Rahmen des ROTC-Programms ist auf ein vierjähriges Grundständiges Studium zum Bakkalaureus ausgerichtet. Dabei ist die Ausbildung in zwei Teile zu je zwei Jahre aufgeteilt. Der erste Teil englisch Basic Training ist für alle Studierende offen, die eine militärische Ausbildung in Theorie und Praxis wünschen. Während der Studienphase besuchen die Studierenden militärtheoretische Fächer und erhalten eine praktische Ausbildung und zusätzlich Sportunterricht. Nur während der Ausbildung wird auch Uniform getragen.
Nach den ersten zwei Jahren findet eine Auswahl für den zweiten Teil englisch Advanced Training des ROTC-Programms statt. Bei Studienunterstützung im Rahmen des Antragsverfahrens bereits früher und es ist eine Verpflichtung zum Dienst in den Streitkräften einzugehen. Die akademische Leistung und das Potential als Offizier wird aufgrund der gezeigten Verhaltens bei der Ausbildung bewertet. Dieser Zeitpunkt ist auch die letzte Möglichkeit für Studierende das ROTC-Programm zu beginnen und eine Stipendium zu erhalten.
Der zweite Teil des ROTC-Programms ist im Schwerpunkt eine Ausbildung zum Vorgesetzten. Offizieranwärter dieser Jahrgänge übernehmen Führungsaufgaben innerhalb des ROTC an ihrer Hochschule und führen Teile der Ausbildung für die neuen Jahrgänge durch. Zusätzlich besuchen die Offizieranwärter von US Army, US Air Force und das US Marine Corps in der vorlesungsfreien Zeit einen mehrwöchigen Offizierlehrgang in der jeweiligen Teilstreitkraft. Diese Lehrgänge sind Pflicht und müssen bestanden werden. Mit erfolgreichen Studienabschluss und Befürwortung durch den Leiter des ROTC-Programms der Hochschule erhalten die Offizieranwärter das Offizierspatent, die Beförderung zum Leutnant oder Leutnant zur See und beginnen ihren Dienst als Offizier. Der erfolgreiche Abschluss des ROTC wird im Abschlusszeugnis der Hochschule oft als Nebenfachabschluss in Military Science, Naval Science oder Aerospace Studies bescheinigt.

## Teilstreitkräfte

### Army ROTC

US Army ROTC Wappen

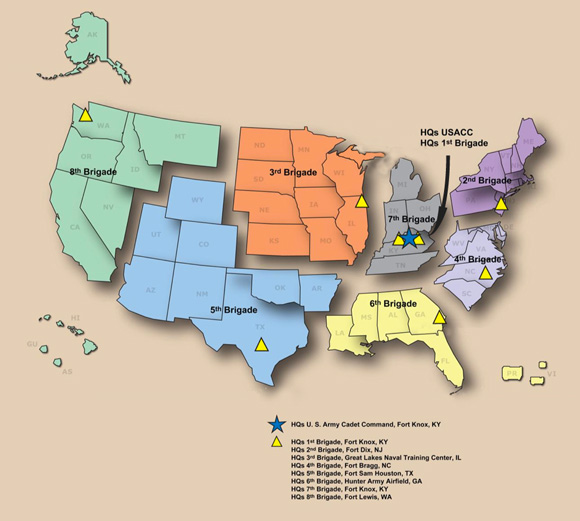
Regionen der Army ROTC-Brigaden

Das Army Reserve Officers Training Corps (AROTC) war das erste ROTC der US-Streitkräfte und wurde unmittelbar nach Verabschiedung des National Defence Act 1916 eingeführt. George H. Decker, ein Absolvent des Lafayette College, wurde 1960 der erste ROTC-Absolvent, der zum Chief of Staff of the Army (CSA) und damit zum höchsten Offizier der US Army berufen wurde. Andere ROTC-Absolventen, die später CSA wurden, sind Fred C. Weyand (University of California, Berkeley) und Gordon R. Sullivan (Norwich University). General Colin Powell, ebenfalls ein ROTC-Absolvent der City University of New York, wurde zum Vorsitzenden des Vereinigten Generalstabs (Joint Chiefs of Staff) berufen und von 2001 bis 2005 zum US-Außenminister ernannt. Ein weiterer Vorsitzender der Joint Chiefs of Staff war Henry H. Shelton, der ein ROTC-Absolvent der North Carolina State University war.
Die meisten Generale der US Army gingen aus dem ROTC-Programm der North Carolina State University hervor, gefolgt von der US Military Academy in West Point.
Organisation
Alle Kadetten des Army ROTC unterstehen dem US Army Cadet Command in Fort Knox, Kentucky als Teil des Training and Doctrine Command. Das Cadet Command untergliedert sich in acht Brigaden, wobei sieben jeweils die Kadetten-Bataillone der Hochschulen eine bestimmte Region in den Vereinigten Staaten befehligen. Die 1. Brigade in Fort Knox hat dabei die Besonderheit, dass sie übergreifend alle Bataillone der Senior Military Colleges und Military Junior Colleges befehligt.
Ausbildung
Die Ausbildung gliedert sich in den Basic Course in den ersten zwei Jahren und dem Advanced Course in den letzten zwei Jahren des Studiums. Offizieranwärter welche nur das auf zwei Jahre verkürzte Programm durchlaufen ob nun Master-Studenten oder Mitglieder der Military Junior Colleges, haben vor Eintritt in das Korps das vierwöchige Cadet Initial Entry Training in Fort Knox zu absolvieren. Voraussetzung für das Offizierspatent der US Army ist das Bestehen des Cadet Leadership Course in Fort Knox. Dieser fünfwöchige Kurs bewertet die Fähigkeit als zukünftiger Offiziers und wird meist in der vorlesungsfreien Zeit vor dem letzten Jahr an der Hochschule besucht.

### Air Force ROTC

US Air Force ROTC Wappen

Die ersten ROTC-Einheiten des US Army Air Service wurden zwischen 1920 und 1923 an der University of California, Berkeley, dem Georgia Institute of Technology, der University of Illinois, der University of Washington, dem MIT und dem Texas A&M University aufgestellt.
Nach dem Zweiten Weltkrieg veranlasste General Eisenhower als Chief of Staff of the Army – die US Air Force war erst 1947 eine eigenständige Teilstreitkraft geworden –, dass an 77 Colleges und Universitäten Air Force Reserve Officer Training Corps (AFROTC) aufgestellt wurden.
Der Air Force ROTC Vitalization Act von 1964 schuf ein zweijähriges Senior-Programm, Stipendien und ein Junior-Programm. Ein experimentelles Programm wurde zwischen 1956 und 1960 betrieben, in welchen auch Frauen durch das US Air Force ROTC ihr Offizierspatent erhalten sollten. Frauen wurde 1969 mit einem neuen Senior-Programm, und vier Jahre später mit einem Junior-Programm, die Möglichkeit gegeben, ihre Ausbildung hier zu absolvieren. 1973 wurde dann allen Unteroffizieren, ob Mann oder Frau, die an einem Abschluss und einer Offizierskarriere interessiert waren, die Möglichkeit gegeben, dies durch das US-Air-Force-ROTC-Airman-Stipendium zu realisieren. Im Jahr 1978 wurde das Air Training Command mit Sitz auf der Randolph Air Force Base, Texas geschaffen, welches das gesamte ROTC-Programm der US Air Force beaufsichtigte.
Organisation
Am 1. Juli 1993 wurde das Air Training Command mit der Air University zusammengefasst, um das Air Education and Training Command zu schaffen. Die Air University wurde dem Kommando dabei direkt unterstellt, wobei die ROTC-Einheiten wiederum der Air University unterstanden. Im Februar 1997 wurde diese Struktur abermals reformiert, um sie zu verschlanken. Im Zuge dessen wurde das Kommando Air Force Officer Accession and Training Schools (AFOATS) geschaffen. So wurden drei Viertel der US-Air-Force-Offizierausbildungsstellen zusammengefasst, nämlich unter dem Kommandeur des AFOATS, eines Brigadier Generals.
Ausbildung
Die ersten zwei Jahre der Ausbildung der Offiziersanwärter der US-Luftstreitkräfte werden General Military Course genannt. Um in den zweiten Ausbildungsabschnitt übernommen zu werden, englisch Professional Officer Course (POC) ist ein Auswahlverfahren und das vierwöchige Summer field training program auf der Maxwell Air Force Base, Montgomery, Alabama zu bestehen.

### Naval ROTC

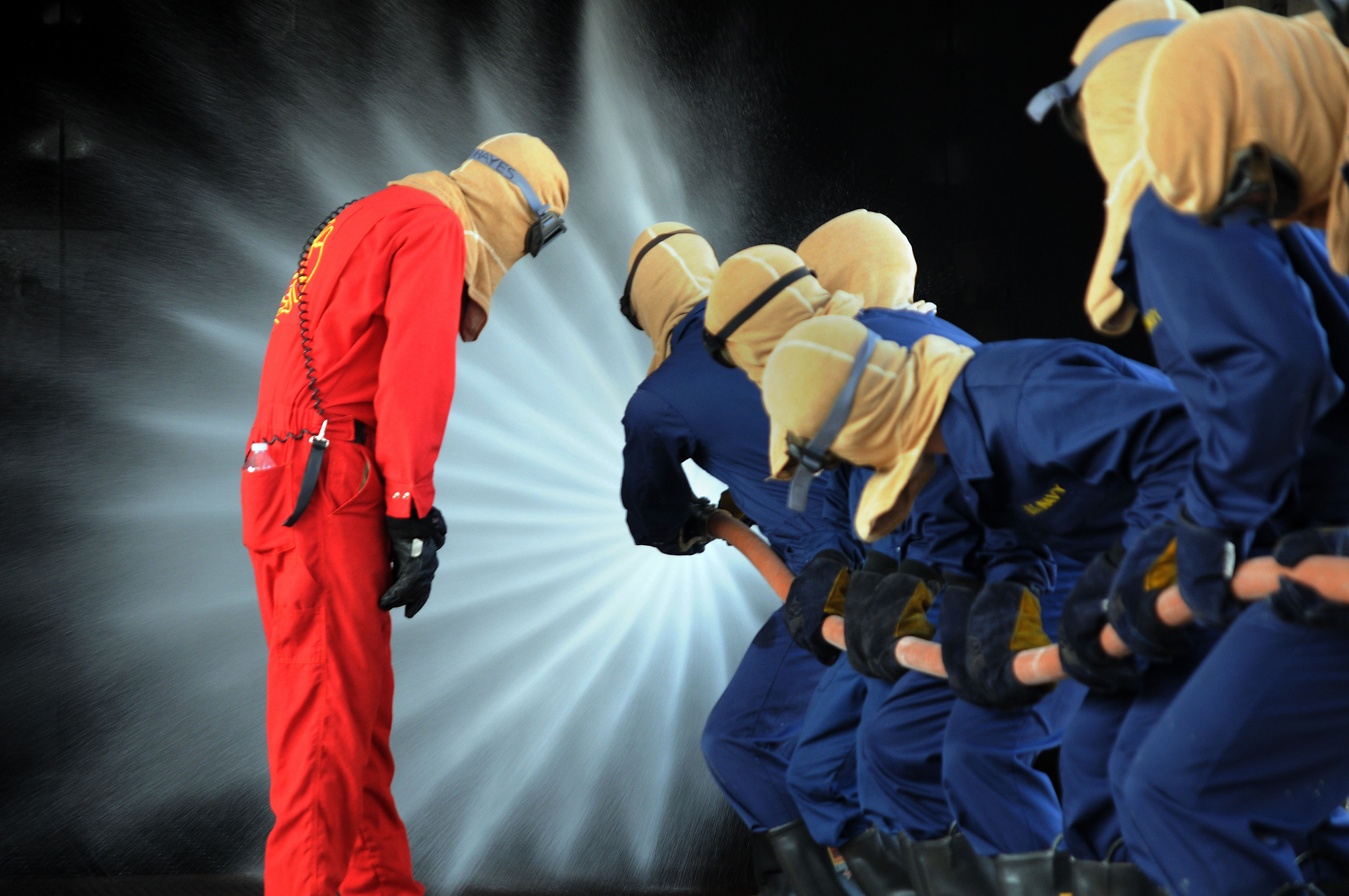
Offizieranwärter der Marine bei der Ausbildung im Feuerlöschen

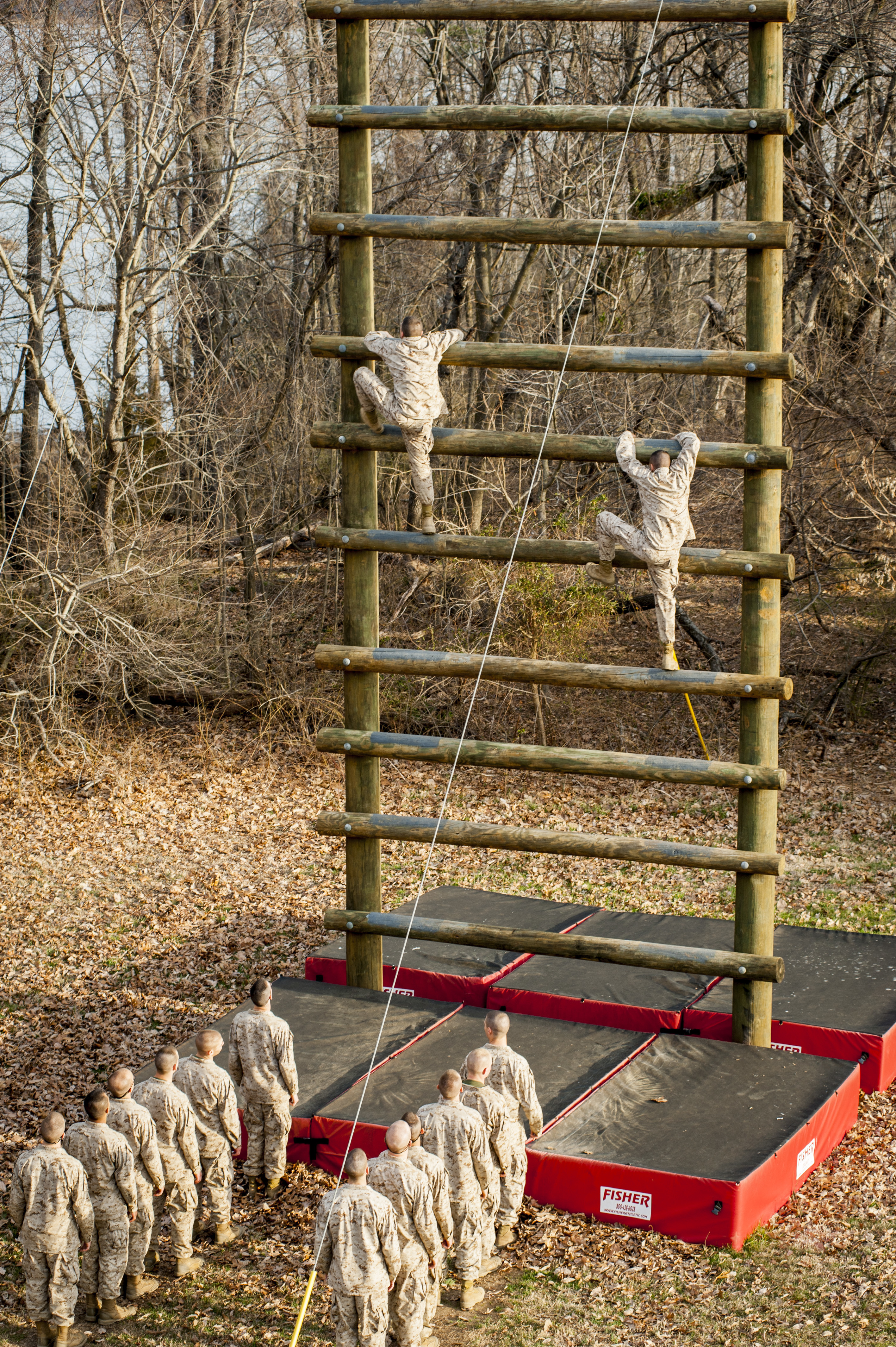
Offizierlehrgang an der Offizierschule der US-Marineinfanterie

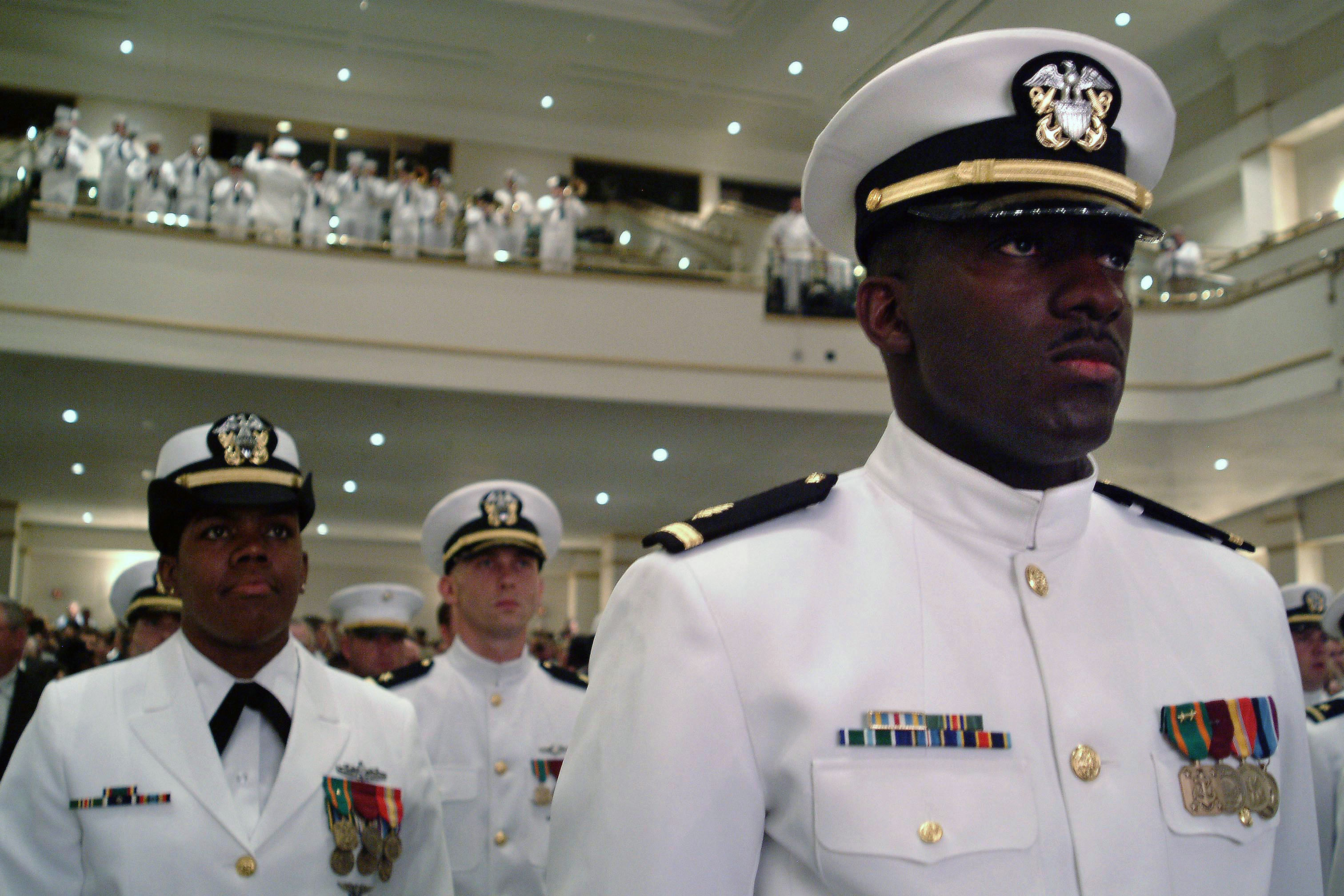
ROTC-Offiziere der US Navy

Das Naval Reserve Officer Training Corps (NROTC) wurde 1926 gegründet. Ab 1932 nahm das US Marine Corps an diesem Programm teil. 1990 wurde das erste Stipendium für das US Navy Nurse Corps vergeben. Alle Bewerber müssen seit 2018 vor Aufnahme in das NROTC eine dreiwöchige Basisausbildung (englisch NROTC Indoctrination Program) als Candidate Midshipman auf der Naval Station Great Lakes, in North Chicago, Lake County, Illinois durchlaufen. Mit Bestehen des Kurses werden sie zu Midshipman ernannt. Das NROTC hat folgende Ausbildungszweige:
- Navy Option, für angehende Marineoffiziere
- Navy Nurse Option, für angehende medizinische Pflegekräfte im Offiziersrang
- Marine Option, für Offizieranwärter der US-Marineinfanterie

Midshipman des NROTC können in jedem Sommer, in der vorlesungsfreien Zeit, Praktika innerhalb der US Navy oder Marine Corps absolvieren. Für Studierende mit Militärstipendium sind diese Praktika Pflicht. Im Sommer nach dem ersten Studienjahr wird von allen drei Ausbildungszweigen ein Orientierungspraktikum (englisch Career Orientation and Training for Midshipmen) besucht. Dies dient der Auswahl der späteren Spezialisierung des Offiziers wie Überwasserschiffe, U-Boote, Marineflieger oder Marineinfanterie. Im zweiten und dritten Sommer werden dann spezielle Praktika für die gewählte Spezialisierung angeboten.
Navy Option
Midshipman besuchen im zweiten Sommer ein Schiff oder Einheit der gewählten Spezialisierung und nehmen dort am Dienst als Mannschaftsdienstgrad teil. Im dritten Sommer werden sie in die Tätigkeit als Offizier eingewiesen. Absolventen des NROTC ohne Stipendium müssen mindestens drei Jahre aktiven Dienst in der US Marine leisten. Die Marine legt seit einigen Jahren starken Wert auf Offiziere mit technischen oder naturwissenschaftlichen Studienabschluss. Bewerber solcher Studiengänge werden innerhalb des NROTC bevorzugt betrachtet.
Marine Option
Offizieranwärter besuchen im zweiten Sommer eine Marine-Einheit, bevorzugt während einer herausfordernden Ausbildungsphase, zum Beispiel am Mountain Warfare Training Center. Im dritten Sommer ist ein sechswöchige Offizierkurs an der Offizierschule der US-Marineinfanterie auf der Marine Corps Base Quantico in Virginia zu besuchen. Das Bestehen des Kurses ist Voraussetzung, um mit Studienabschluss zum Leutnant der Marineinfanterie befördert zu werden. Von Offizieranwärtern des US Marine Corps wird erwartet, dass sie innerhalb des NROTC an ihrer Hochschule eine Führungsposition übernehmen.
Alternativ zur Marine Option des NROTC bietet die Marineinfanterie interessierten Studenten einen Offizierkurs von zweimal sechs Wochen oder einmal zehn Wochen in den Sommerferien an der Offizierschule an (englisch Platoon Leaders Kurs). Mit Bestehen dieser Kurse kann nach Studienabschluss ein Offizierspatent erhalten werden, ohne am NROTC teilzunehmen. Dies ist einer der Gründe warum nur vier Prozent der Offiziere der Marineinfanterie das NROTC durchlaufen haben.

## Mobilmachung
Die US-Streitkräfte haben genau festgelegt was im Falle der Mobilmachung mit den Offiziersanwärter des ROTC geschehen soll. Bei der US Army werden zum Beispiel folgende Mobilmachungsmaßnahmen getroffen:
- Offiziersanwärter im letzten Jahr des Studiums werden vorzeitig zum Offizier ernannt und beginnen unmittelbar die notwendige Fachausbildung für ihre Waffengattung.
- Die Studierenden im vorletzten Studienjahr erhalten eine Ausbildung auf der Offiziersschule um die Ausbildung zum Offizier abzuschließen.
- Studierende in den ersten zwei Studienjahren erhalten eine militärische Grundausbildung um dann entweder als Mannschaft zu dienen oder bei Eignung nachfolgend eine Offiziersschule zu besuchen.

## Kritik
Das Programm wird kritisiert, weil es für High-School-Absolventen aus ärmeren Bevölkerungsschichten oft den einzigen Weg darstellte, an eine höhere Bildungseinrichtung zu gelangen. Daher sehen junge Leute im ROTC meist nur die Chance, studieren zu können, nicht aber die Risiken, die damit verbunden sind, dass sie in erster Linie Soldaten sind.
Befürworter sehen im ROTC-Programm einen wichtigen Bestandteil des US-amerikanischen Rekrutierungssystems, weil auf diesem Weg ein großer Anteil des Offizierskorps produziert wird. Dadurch würden die Grundzüge der Demokratie im Offizierskorps verankert, da die meisten Offiziere an zivilen Einrichtungen ausgebildet werden.

## Bekannte Absolventen
- Charles Beckwith, Oberst und erster Kommandeur der Delta-Force. Er absolvierte das ROTC während seines Studiums von 1948 bis 1952 an der University of Georgia.
- George W. Casey junior, General und von 2007 bis 2011 Chief of Staff of the Army besuchte von 1966 bis 1970 das ROTC der Georgetown University.
- Harold J. Greene fiel als Generalmajor 2014 in Afghanistan. Er besuchte von 1977 bis 1980 das Rensselaer Polytechnic Institute und absolvierte dort das ROTC.
- Colin Powell, General und von 1989 bis 1993 als erster Afroamerikaner und erster Absolvent eines ROTC Vorsitzender der Joint Chiefs of Staff sowie von 2001 bis 2005 der erste afroamerikanische US-Außenminister. Er absolvierte die Ausbildung im ROTC am City College of New York von 1954 bis 1958.
- Donald Rumsfeld von 1975 bis 1979 und 2001 bis 2006 US-Verteidigungsminister besuchte von 1950 bis 1954 das NROTC der Princeton University. Anschließend diente er drei Jahre aktiv bei den Marinefliegern und bis 1989 als Reserveoffizier in der Marinereserve, wobei er den Dienstgrad eines Captain (deutsch Kapitän zur See) erreichte.
- James Earl Jones, Schauspieler und seit 2011 Träger des Ehrenoscar für sein Lebenswerk. Er besuchte von 1949 bis 1953 das ROTC der University of Michigan und diente anschließend bis 1956 als Infanterieoffizier in der Army.

## JROTC
JROTC steht für Junior Reserve Officer Training Corps und ist ein Ausbildungsprogramm das in den Vereinigten Staaten von Amerika 1916 im Zuge des National Defense Act gegründet wurde. Es beinhaltet vormilitärische Ausbildung sowie Unterricht in Militärgeschichte und Staatsbürgerkunde an High Schools. Wie auch beim regulären College-basierten ROTC untergliedert sich das JROTC in die einzelnen Teilstreitkräfte Army (AJROTC), Navy (NJROTC) und Air Force (AFJROTC), sowie das Marine Corps (MCJROTC). Als Ausbilder fungieren pensionierte Angehörige der jeweiligen Teilstreitkraft.
An regulären High Schools ist JROTC ein Wahlfach. Die Schüler tragen dort die Uniform an ein bis zwei Tagen pro Woche. Darüber hinaus existieren aber auch reine Militärschulen bzw. Kadettenanstalten, an denen die Teilnahme am JROTC Programm verpflichtend ist. Die bekanntesten derartigen Schulen sind die Marine Military Academy und die Florida Air Academy.

## Andere Länder
Verschiedene Länder haben ebenfalls ROTC-Programme, so z. B. die Philippinen, die ihr Programm 1912 während der US-amerikanischen Besatzungszeit etablierten. Südkorea startete sein Programm 1963, Taiwan 1997.
In der ehemaligen Sowjetunion gab und in einigen modernen postsowjetischen Staaten (z. B. in Russland, in der Ukraine, in Belarus, in Moldau) gibt es zurzeit ähnliches System der Ausbildung zum Reserveoffizieren. Wie in den USA ist dieses System dazu bestimmt, Studenten der zivilen Universitäten während ihres Studiums und außerhalb des Wehrdienstes zum Reserveoffizier auszubilden, aber es unterscheidet sich vom amerikanischen System in einigen Aspekten der Organisation des Bildungsprozesses und der zukünftigen Karriere der Absolventen.